# Arnoldo Iguarán
Arnoldo Alberto Iguarán Zúñiga (Riohacha, 18 de janeiro de 1957) é um ex-futebolista colombiano, que atuava como atacante

## Carreira
Apelidado de El Guajiro e revelado pelo Cúcuta Deportivo, Iguarán é o segundo maior artilheiro da história do Millonarios, com 120 gols com a equipe, onde jogou de 1983 a 1991 e de 1993 a 1995. Defendeu ainda Deportivo Táchira, Deportes Tolima, Independiente Santa Fe e Atlético Junior.
Encerrou sua carreira em 1997, de volta ao Cúcuta Deportivo - mesmo com a idade avançada, permaneceu com o faro de artilheiro ao marcar 14 gols em 35 partidas na segunda passagem pelos Motilones - na primeira, entre 1978 e 1981, balançou as redes adversárias 44 vezes em 156 jogos, rendendo a ele a quinta posição entre os maiores goleadores da história do clube, com 58 gols. Iguarán é também o oitavo maior goleador do Campeonato Colombiano, com 188 gols marcados.

## Seleção
Iguarán foi artilheiro da Copa América de 1987, realizada na Argentina, com quatro gols (um a mais que Diego Maradona). Ele fez parte do elenco da Seleção Colombiana na Copa de 1990.
Era, até 2015, o maior artilheiro da história de Los Cafeteros, com um total de 24 gols com a equipe nacional entre 1979 e 1993.